# Seth Green
Seth Green, właśc. Seth Benjamin Gesshel-Green (ur. 8 lutego 1974 w Overbrook Park) – amerykański aktor, komik, scenarzysta, reżyser i producent telewizyjny i filmowy żydowskiego, rosyjskiego i szkockiego pochodzenia.

## Życiorys

### Wczesne lata
Urodził się i wychowywał w Overbrook Park w Filadelfii, w stanie Pensylwania jako syn artystki Barbary (z domu Gesshel) i nauczyciela matematyki Herberta Greena. Dorastał ze starszą siostrą Kaelą. O tym, że chce zostać aktorem zadecydował już w wieku sześciu lat, kiedy to na obozie letnim wykonywał „Hello, Dolly!”. W szkole podstawowej zafascynowany był grą w piłkę nożną.

### Kariera
Mając 10 lat zadebiutował rolą Egga Berry’ego w filmie Tony’ego Richardsona The Hotel New Hampshire (1984). Następnie pojawił się w komedii Moja macocha jest kosmitką (1988). Rok później otrzymał nagrodę Młodego Artysty (Young Artist Award) za postać Adama Brinkerhoffa w serialu komediowym Fakty życia (The Facts of Life, 1988).
Niewysoki (163 cm), z rudymi włosami, wystąpił jako zadziorny Scott Zło – syn doktora Zło, dziecko z probówki, które osiągnąwszy wiek młodzieńczy, reprezentuje generację X w trzech częściach komedii Austin Powers (1997, 1999, 2002). Sławę wśród telewidzów zyskał wraz z rolą Daniela „Oza” Osborne w serialu Buffy: Postrach wampirów (Buffy, the Vampire Slayer, 1997-99).
Od 1999 r. podkłada głos Chrisa Griffina w popularnej kreskówce Głowa rodziny.
W roku 2005 zadebiutował po drugiej stronie ekranu jako współtwórca (reżyser i scenarzysta) serialu animowanego Robot Chicken (2005), gdzie użyczył swojego głosu bohaterom.
W teledysku grupy Fall Out Boy do piosenki „This Ain't A Scene, Is An Arm Race” (2007) pojawił się jako płaczący mężczyzna na „pogrzebie” Peteya. Użyczał również głosu Jokerowi - pilotowi statku Normandia w serii gier komputerowych Mass Effect.
W 2009 roku wystąpił jako gość specjalny w show WWE: RAW. W czasie tego programu wystąpił również w walce wrestlingowej w teamie z Johnem Ceną i Triple H przeciwko Legacy
W 2011 roku nastąpiła premiera filmu Matki w mackach Marsa, w którym udzielił głosu Milo.

## Filmografia

### Filmy fabularne
- 1984: The Hotel New Hampshire jako 'Egg' Berry
- 1987: Złote czasy radia (Radio Days) jako Joe
- 1987: Nie kupisz miłości (Can't Buy Me Love) jako Chuck Miller
- 1988: Bliźnięta nie do pary (Big Business) jako Jason
- 1988: Moja macocha jest kosmitką (My Stepmother Is an Alien) jako Fred Glass
- 1990: Więcej czadu (Pump Up the Volume) jako Joey
- 1992: Agent zero zero (The Double 0 Kid) jako Chip
- 1995: Brzemię białego człowieka (The White Man’s Burden) jako młodzieniec w Hot Dog Stand
- 1996: Miłość z marzeń (To Gillian on Her 37th Birthday) jako Danny Green
- 1997: Austin Powers: Agent specjalnej troski jako Scott Evil
- 1998: Szalona impreza (Can't Hardly Wait) jako Kenny Fisher
- 1998: Wróg publiczny (Enemy of the State) jako Selby
- 1999: Zręczne ręce (Idle Hands) jako Mick
- 1999: Austin Powers: Szpieg, który nie umiera nigdy jako Scott Evil
- 2001: Ulubieńcy Ameryki (America’s Sweethearts) jako Danny Wax
- 2001: Wyścig szczurów (Rat Race) jako Duane Cody
- 2001: Synowie mafii (Knockaround Guys) jako Johnny Marbles
- 2002: Austin Powers i Złoty Członek (Austin Powers in Goldmember) jako Scott Evil
- 2003: Włoska robota (The Italian Job) jako Lyle
- 2004: Scooby-Doo 2: Potwory na gigancie jako Patrick Wisely
- 2005: Be Cool jako Shotgun, producent teledysków
- 2006: Tak się robi telewizję (The TV Set) jako gospodarz „Slut Wars”
- 2008: Sekspedycja (Sex Drive) jako Ezekiel
- 2009: Stare wygi (Old Dogs) jako Craig White
- 2011: Matki w mackach Marsa (Mars Needs Moms) jako Milo
- 2012: Luke (The Story of Luke) jako Zack
- 2014: Strażnicy Galaktyki (Guardians of the Galaxy) jako Howard Duck
- 2017: Lego Batman: Film jako King Kong (głos)

### Seriale TV
- 1985: Opowieści z ciemnej strony (Tales from the Darkside) jako Timmy
- 1986: Niesamowite historie (Amazing Stories) jako Lance
- 1988: Fakty życia (The Facts of Life) jako Adam Brinkerhoff
- 1990: Dzień za dniem (Life Goes On) jako William Butler
- 1990: To jako młody Richie Tozier
- 1992: Miasteczko Evening Shade (Evening Shade) jako Larry Phipps
- 1992: Cudowne lata (The Wonder Years) jako Jimmy Donnelly
- 1992: Batman (Batman: The Animated Series) jako czarnoksiężnik (głos)
- 1993: Beverly Hills, 90210 jako Wayne
- 1993: SeaQuest jako Mark „Wolfman”
- 1994: Ucieczka do raju (The Byrds of Paradise) jako Harry Byrd
- 1995: Krok za krokiem (Step by Step) jako Danny
- 1997: Perła (Pearl) jako Bob
- 1997-99: Buffy: Postrach wampirów (Buffy, the Vampire Slayer) jako Daniel „Oz” Osborne
- 1998: Cybill jako Jaybo
- 1999–2003: Głowa rodziny (Family Guy) jako Chris Griffin
- 2005–2017: Głowa rodziny (Family Guy) jako Neil Goldman
- 2016: Harmidom (The Loud House) jako Loki
- 2016: Mary + Jane jako Toby
- 2017: Crazy Ex-Girlfriend jako Patrick
- 2017: Simpsonowie (The Simpsons) jako Robot Chicken Nerd (głos)